# نوینکیرشن (اسنابروک)
نوینکیرشن (به آلمانی: Neuenkirchen) یک شهر در آلمان است که در ۲۰ کیلومتری شمال‌غربی اسنابروک واقع شده‌است. نوینکیرشن ۴٬۵۵۸ نفر جمعیت دارد.